# Dublanc River
Dublanc River är ett vattendrag i Dominica.   Det ligger i parishen Saint Peter, i den västra delen av landet, 25 km norr om huvudstaden Roseau. Dublanc River ligger på ön Dominica.